# 牛鬼蛇神 (马原小说)
《牛鬼蛇神》，2012年出版的长篇小说，作者先锋派作家马原，小说最早在2012年3月16日的文学杂志《收获》第二期刊登，此前，1991年马原停笔，已经20年没有在文坛露面，这本小说的发表标志着他重新回归文坛。小说是由马原口述，朋友用电脑敲出字稿，小说的创作地是海南省海口市。不过由于马原的作品讲述的是中国共产党及文化大革命运动下普通民众的苦难生活，也使得他一直没有被中华人民共和国政府认同。2012年5月30日，书籍的首发仪式在北京市中国现代文学馆举行。

## 内容
1966年，中国大陆文化大革命爆发，举国若狂，这年9月，沈阳红小兵大元才13岁，这年他将要面临小学毕业。大元欺瞒着自己的父母，坐上火车，跑去了北京，在北京，大元遇到了17岁海南山民李德胜，两人的命运从此紧密地联系在一起，大元的命运是青云直上，成为了记者、作家和大学老师，而李德胜却一路坎坷，而结局令人意想不到，大元最后娶了同龄人李德胜的女儿，变成了李德胜的女婿。

## 主题
“蛇神”指的是作家马原自己；“牛鬼”指的是小说中的主人翁李德胜。
小说更加注重讲述人与自然的关系，人和自然界的昆虫、植物、神鬼等的关系。

## 人物
- 大元，和李德胜是莫逆之交，后为李德胜的女婿。记者、作家、制片人、大学老师。
- 李德胜，和大元是莫逆之交，后为李德胜的岳父。山民、药学奇才、理发师傅、冥纸工艺师傅。

## 评价
《收获》杂志执行主编程永新：“马原的新作超越了前期的先锋作品”。:封面尾页
《收获》杂志编辑部主任审叶开：“马原老师的《牛鬼蛇神》才是真正的杰作啊。我编校完了，细读第二遍，极崇拜，极惆怅，还有些难过。这样的杰作，十年读到一部就很幸福了。他把一生精华浓缩在这里了，生命的赞歌，命运的赞歌。”:封面尾页
先锋派作家格非：“马原的作品总是在文本上别开生面，给我带来秘密而持久的感动。”:封面尾页
著名作家韩少功：“这小说把你自己贴进去，直指人心，天马行空，是你的大变局。最高海拔与最低海拔的对视，神鬼与鬼界的交错，格局大。野性生命的力，诗意涂抹，大色块拼贴，奇迹、宝物、动物等元素，一如继往地具有阅读效果。”:封面尾页
著名文学评论家谢有顺：“读完之后还是有一种振奋感，为您的小说所包孕的野心，以及对这野心的实现。您还是有一种很好的状态，经验与智性的结合，依然如此紧实，叙事风格也有别于您之前的小说，有新意，而且加入了一些思力深切的感悟，这种自由和肆意，也使小说有了很多旁逸斜出的味道，这可能是小说里最有意思的地方。至少我个人对这些篇章读得津津有味。” :封面尾页
著名作家韩东：“我无条件地喜欢这部书，马原仍然是马原，当年你独特的小说方式让人震惊，今天也一样，而且这样的方式如今已成‘珍稀动物’。在以前你是先知，今天你在‘兴灭国’，你永远地站在极端的价值立场上，我以为就是‘物以稀为贵’的立场，的确需要大智大勇才行。”:封面尾页
青年作家龙东：“这恐怕是要震撼整个现当代文学历程的作品。它等同于伟大的塞利纳的《长夜行》。它是纯粹文学的，毫无文学之外功利的。语言简洁直白，毫无伪饰作秀，自然如婴孩。视角独特，彰显个性。”:封面尾页
青年作家桑格格：“马原是生活在人类深处的人类，长久的沉默与孤独让他只对生命的本质和万物的奥秘发出声音。这是我渴望的写作，也是我渴望的生活。”:封面尾页

## 社会反响
《南方周末》：“《牛鬼蛇神》是一部充满形式感的长篇小说，小说主旨是人神鬼，集中描述了他一生中所有有关神、神迹、神奇的经验。”:389
《深圳特区报》：“上世纪90年代，当小说的价值越来越边缘化，作为先锋小说的代表人物马原悲怆地宣告了封笔，转而去当教师、去拍电影，然而在选择‘漫长的告别’20年后重新推出长篇新作，这确有点‘震撼’。”:389
《中国青年报》：“马原在《百窘》中评价安德烈·纪德的中篇小说《窄门》时说，这是一部你读完后钦佩不已的小说，却不知道为何如此钦佩。我反复地阅读《牛鬼蛇神》，觉得一切都正常。但读完之后，只剩下钦佩不已。”:389
《东方早报》：“25年前，马原的长篇小说《上下都很平坦》发表，奠定其‘先锋小说’的始祖地位；20年前，马原离开了小说创作；10年前，马原宣告‘小说已死’；半个月前，马原带着30万字的小说《牛鬼蛇神》重回人们的视野。”:389
《南国早报》：“马原最新长篇小说《牛鬼蛇神》面世，这个消息鼓动起许多人的文学热情……许多人把自己的周末时光，交给了马原笔下的文字和思想。”:389
《信息时报》：“在封笔20年后，先锋派作家马原重返文坛……尽管小说尚未与读者见面，但已引起文学界的普遍关注。”:389
《北京日报》：“20年后，马原重又出山写小说，无疑会引起文学界的普遍关注。”:389
《新京报》：“马原备受关注的新长篇《牛鬼蛇神》终于面世了。时隔20多年，马原再次以作家的身份回归。”:389
《新民晚报》：“马原说，小说家的故事里总会或多或少泄露一点个人的小秘密，《牛鬼蛇神》的主旨是人神鬼三者，其中关乎神的部分最大，他于是将他一生中所有有关神、神迹、神奇的经验集中到这一部小说当中。”:390